# Antoniberg (Zusmarshausen)

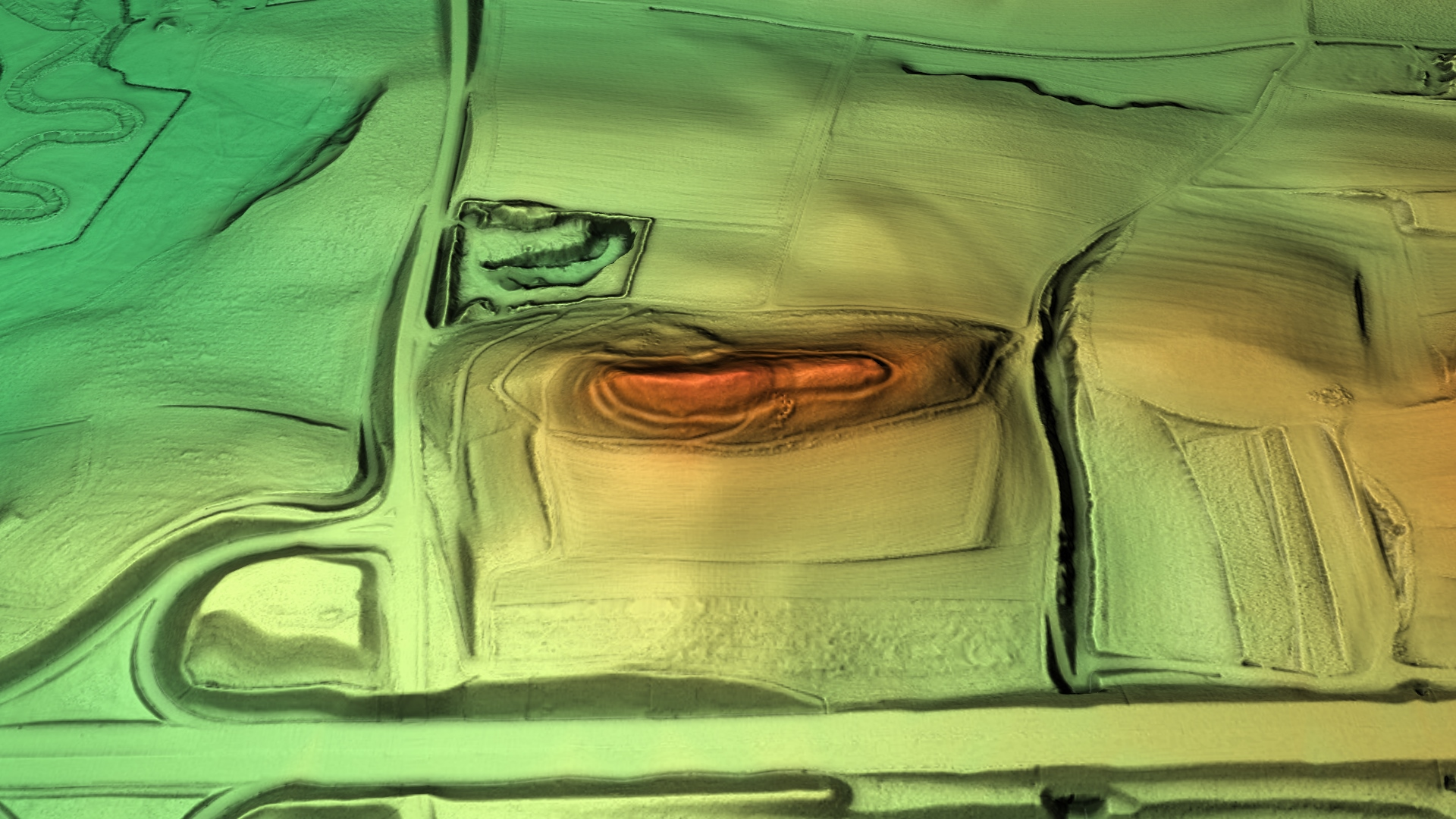
3D-Ansicht des digitalen Geländemodells

Der markante Antoniberg erhebt sich etwa 1500 Meter nordöstlich der Pfarrkirche des Marktes Zusmarshausen (Landkreis Augsburg, Schwaben) über dem Zusamtal. Der Höhenrücken, dessen Höhenpunkt bei 508,9 m ü. NN liegt, trägt die Reste einer der ungewöhnlichsten Burgwallanlagen Südbayerns.

## Beschreibung
Die Wallanlage liegt auf einem schmalen, von West nach Ost laufenden Höhenkamm, der durch eine Einsenkung vom anschließenden Hügelrücken abgesetzt ist. An den übrigen Seiten fallen die Hänge mäßig steil ins Tal ab.
Gegen Osten ist eine kleine Hangterrasse (ca. 20 × 30 Meter) vorgelagert. Die westliche Stirnseite wurde zusätzlich durch einen bogenförmigen Wallzug gesichert, der wie der um die gesamte Anlage laufende Wallgraben nahezu vollständig zu einer Berme verebnet ist.
Der ehemalige Ringgraben liegt durchgehend etwa vier bis fünf Meter unter dem Plateau der Befestigung, das im Osten einige Meter in einer Geländestufe abfällt. Im Nordwesten ist der Graben durch Hangerosion ungefähr fünf bis zehn Meter abgerutscht.
Das durch den Graben gesicherte Burgplateau ist nur 12 bis 20 Meter breit. Die Gesamtlänge beträgt ca. 160 Meter. Durch die vorgelagerte Hangterrasse und die Geländestufe im Osten ergibt sich eine Art Vorburgsituation. Die alte Burgauffahrt mündet allerdings im Nordosten in den Graben. Ein potentieller Angreifer war also möglicherweise gezwungen, die gesamte Längsausdehnung der Anlage zu überwinden. 
Von Nordosten läuft eine wohl künstlich abgesteilte Hangkante aus dem Tal zur Befestigung hinauf und sicherte so zusätzlich den Burgweg. 
Die Wallanlage war sicherlich nur durch Palisaden, Flechtwerk- oder Plankenzäune bewehrt. An den Hangkanten sind keine Wallreste zu erkennen. Eine mögliche Innenbebauung scheint nur aus Holz oder Lehmfachwerk bestanden zu haben. Mauer- oder Ziegelreste sind im gesamten Burgbereich nicht feststellbar.
Der umlaufende Graben wird bis in die Gegenwart als Holzabfuhrweg genutzt, so dass auch die noch 1976/77 von Otto Schneider (Arbeitskreis für Vor- und Frühgeschichte Augsburg) dokumentierten Grabenreste im Nordwesten heute weitgehend verebnet sind. Die von Schneider angefertigte topographische Geländeaufnahme wurde 1977 publiziert.
Das Bayerische Landesamt für Denkmalpflege verzeichnet das Bodendenkmal als Ringwall vor- und frühgeschichtlicher Zeitstellung unter der Denkmalnummer D 7-7529-0015.

## Zeitstellung und Zweckbestimmung
Die Zeitstellung und die ursprüngliche Zweckbestimmung der Wallanlage sind unklar. Die Hanggräben und das gestaffelte Wallsystem der Westseite erinnern an frühmittelalterliche Burganlagen, die in diesem Gebiet oft während der Ungarneinfälle ausgebaut wurden.
Der nur maximal 20 Meter breite Innenraum spricht gegen eine befestigte vor- oder frühgeschichtliche Höhensiedlung auf dem Hügelkamm. Das relativ aufwändige Wallsystem um das schmale Kernwerk entspricht eher einer nur zeitweilig genutzten Schutz- oder einer frühen Adelsburg.
Otto Schneider (1977) hielt sogar einen Zusammenhang des Bodendenkmals mit der Schlacht bei Zusmarshausen – der letzten größeren Kampfhandlung des Dreißigjährigen Krieges – für denkbar. Am nordwestlichen Ausläufer des Antoniberges konnte ein Biwakplatz aus dieser Epoche nachgewiesen werden. 
Bis zu einer fachkundigen archäologischen Untersuchung des Burgareales müssen alle diese Einordnungsversuche jedoch spekulativ bleiben.